# Hieracium hyalinellum
Hieracium hyalinellum es una especie de planta con flor del género Hieracium, de la familia Asteraceae, orden Asterales.

## Distribución
Hieracium hyalinellum se distribuye por Finlandia.

## Taxonomía
Fue descrita científicamente por Brenner.
Tratamiento taxonómico
La especie aparece registrada y publicada en Acta Soc. Fauna Fl. Fenn.